# Miniopterus fraterculus
Miniopterus fraterculus (Thomas & Schwann, 1906) è un pipistrello della famiglia dei Miniotteridi diffuso in Africa orientale e meridionale.

## Descrizione

### Dimensioni
Pipistrello di piccole dimensioni, con la lunghezza totale tra 88 e 103 mm, la lunghezza dell'avambraccio tra 41 e 45 mm, la lunghezza della coda tra 40 e 56 mm, la lunghezza del piede tra 7 e 11 mm, la lunghezza delle orecchie tra 8 e 13 mm e un peso fino a 10 g.

### Aspetto
La pelliccia è lunga, molto soffice, densa e vellutata. Le parti dorsali sono marroni scure o bruno-grigiastre, mentre le parti ventrali sono come il dorso. È presente una fase arancione. La fronte è molto alta e bombata, il muso è stretto e con le narici molto piccole. Le orecchie sono corte, triangolari, ben separate tra loro, con l'estremità arrotondata e grigio scure o bruno-nerastre. Il trago è lungo circa la metà del padiglione auricolare, con i bordi quasi paralleli e con la punta arrotondata. Le membrane alari sono grigio scure, marroni scure o nere e attaccate posteriormente sulle caviglie. La lunga coda è inclusa completamente nell'ampio uropatagio. Il calcar è tozzo e privo di carenatura. Il cariotipo è 2n=46 FNa=50.

### Ecolocazione
Emette ultrasuoni sotto forma di impulsi di breve durata a frequenza modulata iniziale a 104 kHz, finale a 44–57 kHz e massima energia a 59,8-65,8 kHz.

## Biologia

### Comportamento
Si rifugia in gruppi fino a 100 individui di entrambi i sessi all'interno di grotte, fessure rocciose, gallerie abbandonate spesso insieme a M.natalensis. Formai vivai. Entra in uno stato di torpore diurno a temperature di 21-24 °C. Entra in ibernazione nell'inverno australe, ma essendo stato registrato un calo del peso corporeo di solo il 15% è molto verosimile che rimanga attivo durante questo periodo e possa anche nutrirsi. Effettua brevi migrazioni tra i ricoveri estivi ed invernali e compie brevi spostamenti tra diverse grotte nei periodi più freddi. Il volo è manovrato, con battiti alari irregolari e frequenti planate. Può spiccare il volo da terra. Si arrampica e fugge rapidamente e con destrezza.

### Alimentazione
Si ntre di ditteri acquatici e in misura minore di lepidotteri e coleotteri.

### Riproduzione
Danno alla luce un piccolo alla volta da novembre a dicembre dopo una gestazione di 5,5-6 mesi. Gli accoppiamenti, l'ovulazione e la fertilizzazione avvengono a maggio e giugno e vengono seguite da un periodo di 2,5 mesi durante l'inverno nel quale l'impianto embrionico è ritardato.

## Distribuzione e habitat
Questa specie è diffusa in Kenya, Tanzania orientale, Repubblica Democratica del Congo nord-orientale, Malawi meridionale, Zambia, Mozambico, Zimbabwe orientale, Swaziland e coste orientali e meridionali del Sudafrica. La popolazione del Madagascar è stata recentemente assegnata a due nuove specie, M.sororculus e M.petersoni.
Vive nelle foreste sempreverdi montane, foreste pluviali e boschi di miombo tra 900 e 1.680 metri di altitudine. In Sudafrica è presente nel bushveld, nelle foreste costiere ed afro-montane.

## Conservazione
La IUCN Red List, considerato il vasto areale e l'adattabilità a diversi tipi di habitat, classifica M.fraterculus come specie a rischio minimo (Least Concern)).